# Xisco (Fußballspieler, 1980)
Xisco (* 5. September 1980 in Manacor; bürgerlich Francisco Javier Muñoz Llompart) ist ein spanischer Fußballtrainer und ehemaliger Spieler, der in seiner Karriere in Spanien und Georgien aktiv war.

## Spielerkarriere
Nachdem Xisco in die erste Mannschaft Valencias befördert worden war, spielte er 2000/01 auf Leihbasis bei Recreativo Huelva und erzielte in der Segunda División zehn Tore. Anschließend wurde er an CD Teneriffa verliehen. Doch er stieg mit den Kanariern ab und konnte nur ein Tor in der gesamten Saison erzielen. In der folgenden Saison wurde er zum dritten Mal hintereinander verliehen. Diesmal wieder an Recreativo Huelva, die in der Zwischenzeit in die erste Liga aufgestiegen waren. Dort konnte er an seine starken Leistungen wieder anknüpfen, doch auch mit Recre musste er erneut den Abstieg hinnehmen.

### FC Valencia
Nun entschloss sich Valencia endgültig ihn zu behalten, da er bereits dreimal verliehen wurde und man sich für ein Bleiben oder einen Verkauf von Xisco entscheiden musste. Zwischen 2003 und 2005 spielte er insgesamt 40-mal für die Valencianer und erzielte dabei vier Tore. Dies war auch seine erfolgreichste Zeit als Spieler. Im Jahr 2004 gewann er den europäischen Supercup, die spanische Meisterschaft und den UEFA-Pokal.

### Real Betis
Ab 2005 spielte Xisco bei Real Betis, wo er ein wichtiger Bestandteil der Mannschaft war. Er erzielte einige wichtige Tore. So zum Beispiel beim 2:0-Auswärtssieg über Racing Santander am letzten Spieltag der Saison 2006/07. Im August 2009 wechselte er zum Zweitligateam Levante UD und schaffte in seiner ersten Saison mit dem Club den Aufstieg in La Liga.

### Dinamo Tiflis
2011 verließ er den Verein in Richtung Georgien und schloss sich Rekordmeister Dinamo Tiflis an, mit dem er 2013 die Erovnuli Liga gewann und mit 22 Treffern Torschützenkönig wurde. Im Folgejahr wurde er mit Dinamo erneut georgischer Meister.

### Gimnàstic de Tarragona
Am 14. Dezember 2014 unterzeichnete er einen Vertrag mit dem spanischen Drittligaclub Gimnàstic de Tarragona und spielte dort bis zum Ende der Saison 2015/16, als er seine Spielerkarriere beendete und Assistent von Cheftrainer Vicente Moreno wurde.

## Trainerkarriere
Im Januar 2019 kehrte Xisco als Trainer zu Dinamo Tiflis zurück, wurde Assistent von Cheftrainer Zaur Svanadze und erhielt im August 2020 einen Vertrag als Cheftrainer. Er gewann mit dem Team die georgische Meisterschaft 2020.
Am 21. Dezember 2020 wurde er Cheftrainer beim englischen Zweitligisten FC Watford und schaffte mit dem Klub im April 2021 den Aufstieg in die Premier League. Mit sieben Punkten nach sieben Spieltagen der Saison 2021/22 wurde er Anfang Oktober 2021 wieder entlassen, da die Vereinsverantwortlichen nach einer 0:1-Niederlage gegen Leeds United einen „negativen Trend“ ausmachten. Im Oktober 2021 übernahm er den Trainerposten beim spanischen Zweitligisten SD Huesca, mit dem er die Saison 2021/22 auf dem 13. Tabellenplatz abschloss und anschließend durch José Ángel Ziganda ersetzt wurde. Im Oktober 2022 wurde er Cheftrainer des zypriotischen Erstligisten Anorthosis Famagusta. Nach einer Serie von fünf sieglosen Spielen wurde er bereits Anfang Januar 2023 wieder entlassen. 
Anfang Juli 2023 stellte ihn der englische Zweitligist Sheffield Wednesday als Cheftrainer vor. Sein dortiges Engagement endete bereits wieder Anfang Oktober 2023. Sein Team war bis zu diesem Zeitpunkt in allen zehn Spielen der EFL Championship 2023/24 sieglos geblieben und stand mit zwei Punkten auf dem letzten Tabellenplatz.

## Titel als Spieler
mit dem FC Valencia
- UEFA-Pokal-Sieger 2004
- UEFA-Super-Cup-Sieger: 2004
- Spanischer Meister: 2004

mit Dinamo Tiflis
- Georgischer Meister: 2013, 2014

## Titel als Trainer
mit Dinamo Tiflis
- Georgischer Meister: 2020